# Mirafra pulpa
La alondra de Friedmann (Mirafra pulpa) es una especie de ave paseriforme de la familia Alaudidae.
Puede ser encontrada en los siguientes países: Etiopía, Kenia y Tanzania.
Sus hábitats naturales son: campos de gramíneas subtropicales o tropicales secos de baja altitud.